# Wybory Prezydenta miasta stołecznego Warszawy w 2018 roku
Wybory Prezydenta m.st. Warszawy w 2018 roku – wybory, które odbyły się 21 października 2018, w trakcie ogólnopolskich wyborów samorządowych 2018. Do wyłonienia Prezydenta Warszawy wystarczyła jedna tura. Ustępującym Prezydentem była Hanna Gronkiewicz-Waltz. Nowym prezydentem stolicy został wybrany dotychczasowy europoseł Platformy Obywatelskiej Rafał Trzaskowski, zdobywając 505 187 (56,67%) ważnych głosów.

## Zarządzenie wyborów
Wydając Rozporządzenie Prezesa Rady Ministrów z dnia 13 sierpnia 2018 r. w sprawie zarządzenia wyborów do rad gmin, rad powiatów, sejmików województw i rad dzielnic m.st. Warszawy oraz wyborów wójtów, burmistrzów i prezydentów miast, premier zarządził wybory na dzień 21 października 2018 roku.

## Zarejestrowane komitety wyborcze
- Sławomir Antonik – KWW Bezpartyjni Samorządowcy, ówczesny burmistrz Targówka
- Justyna Glusman – KWW Miasto Jest Nasze – Ruchy Miejskie
- Piotr Ikonowicz – KWW Sprawiedliwości Społecznej Piotra Ikonowicza
- Patryk Jaki – KW Prawo i Sprawiedliwość
- Marek Jakubiak – KWW Kukiz’15
- Janusz Korwin-Mikke – KWW Wolność w Samorządzie
- Krystyna Krzekotowska – KW Światowego Kongresu Polaków
- Jan Potocki – KW II Rzeczpospolita Polska
- Andrzej Rozenek – KKW SLD Lewica Razem
- Jakub Stefaniak – KW Polskie Stronnictwo Ludowe
- Jan Śpiewak – KWW Jana Śpiewaka – Wygra Warszawa
- Paweł Tanajno – KWW Odkorkujemy Warszawę, RIGCz, Tanajno, Hawajska+
- Rafał Trzaskowski – KKW Platforma.Nowoczesna Koalicja Obywatelska
- Jacek Wojciechowicz – KWW Jacka Wojciechowicza Akcja Warszawa

## Kandydaci, którzy wycofali się przed I turą
- Piotr Guział – 15 września 2018 wycofał swoją kandydaturę na prezydenta Warszawy, jednocześnie popierając Patryka Jakiego, kandydata Prawa i Sprawiedliwości. Guział miał zostać wiceprezydentem ds. kultury w przypadku wygrania wyborów przez Jakiego[2].

## Przygotowania do kampanii i jej przebieg
3 czerwca 2017 Nowoczesna jako kandydata na prezydenta Warszawy ogłosiła Pawła Rabieja.
19 października 2017 start w wyborach zapowiedział Piotr Ikonowicz z Ruchu Sprawiedliwości Społecznej.
23 listopada 2017 swojego kandydata ogłosiła Koalicja Obywatelska, czyli Platforma Obywatelska oraz .Nowoczesna. Kandydatem został poseł PO Rafał Trzaskowski. Tego też dnia swój start wycofał Paweł Rabiej. Jednocześnie zapowiedziano, że w razie zwycięstwa Trzaskowskiego, Rabiej zostanie wiceprezydentem.
26 kwietnia 2018 swojego kandydata przedstawiło Prawo i Sprawiedliwość wraz z Porozumieniem i Solidarną Polską – został nim wiceminister sprawiedliwości oraz przewodniczący ds. reprywatyzacji warszawskich nieruchomości – Patryk Jaki.
8 maja 2018 niezależnym kandydatem ogłosił się Jacek Wojciechowicz były zastępca (w latach 2006–2016) dotychczasowej prezydent Hanny Gronkiewicz-Waltz.
30 maja 2018 start zapowiedział kandydat PSL – Jakub Stefaniak.
21 czerwca 2018 Sojusz Lewicy Demokratycznej ogłosił, że kandydatem SLD na fotel prezydenta zostanie Andrzej Celiński.
27 czerwca 2018 swoją kandydatkę ogłosiła koalicja 11 warszawskich ruchów miejskich – Justyna Glusman z organizacji Ochocianie Sąsiedzi, która została wyłoniona w wewnętrznych prawyborach.
4 lipca 2018 ówczesny burmistrz Targówka Stanisław Antosik został ogłoszony jako kandydat Bezpartyjnych na prezydenta Warszawy.
9 lipca 2018 radny Śródmieścia Jan Śpiewak ogłosił, że będzie kandydatem tzw. czwórkoalicji: Partii Razem, Inicjatywy Polskiej, Partii Zielonych oraz stowarzyszenia Wolne Miasto Warszawa.
26 lipca 2018, po wulgarnym wpisie Celińskiego na temat Jana Śpiewaka, SLD wycofało jego kandydaturę. 27 lipca 2018 jako kandydata SLD ogłoszono byłego posła Andrzeja Rozenka.
13 sierpnia 2018 premier wydał rozporządzenie zarządzające wybory samorządowe, wyznaczając termin I tury na 21 października 2018.
14 sierpnia 2018 start w wyborach zapowiedział były burmistrz Ursynowa – Piotr Guział.
17 sierpnia 2018 swój start w wyborach potwierdził kandydat partii Wolność Janusz Korwin-Mikke.
23 sierpnia 2018 komitet Kukiz'15 jako kandydata na prezydenta Warszawy wskazał Marka Jakubiaka.
12 października 2018 odbyła się debata telewizyjna przed I turą głosowania w studiu Telewizji Polskiej, transmitowana równolegle przez TVP Info, TVN24, Polsat News, którą poprowadzili wspólnie: Edyta Lewandowska – TVP, Piotr Witwicki – Polsat, Igor Sokołowski – TVN.

## Wyniki głosowania i wyniki wyborów
Obwieszczenie o wynikach I tury wyborów Państwowa Komisja Wyborcza sporządziła 24 października 2018. Wybory wygrał w I turze Rafał Trzaskowski, zdobywając 56,67% głosów. Urzędowanie rozpoczął po zaprzysiężeniu 22 listopada 2018.
| Zdjęcie    | Imię i Nazwisko             | Wiek       | Wykształcenie | Głosy   | Procent | Komitet Wyborczy                                    |
| ---------- | --------------------------- | ---------- | ------------- | ------- | ------- | --------------------------------------------------- |
|            | Rafał Kazimierz Trzaskowski | 46         | wyższe        | 505 187 | 56,67%  | Platforma .Nowoczena Koalicja Obywatelska           |
|            | Patryk Tomasz Jaki          | 33         | wyższe        | 254 324 | 28,53%  | Prawo i Sprawiedlwość                               |
|            | Jan Dawid Śpiewak           | 31         | wyższe        | 26 689  | 2,99%   | KWW Jana Śpiewaka – Wygra Warszawa                  |
|            | Marek Jakubiak              | 59         | średnie       | 26 660  | 2,99%   | Kukiz'15                                            |
|            | Justyna Glusman             | 44         | wyższe        | 20 643  | 2,32%   | KWW Miasto Jest Nasze – Ruchy Miejskie              |
|            | Andrzej Tadeusz Rozenek     | 49         | średnie       | 13 370  | 1,50%   | SLD Lewica Razem                                    |
|            | Janusz Ryszard Korwin-Mikke | 75         | wyższe        | 11 516  | 1,29%   | Wolność w Samorządzie                               |
|            | Jacek Piotr Wojciechowicz   | 55         | wyższe        | 9 002   | 1,01%   | KWW Jacka Wojciechowicza Akcja Warszawa             |
|            | Piotr Igor Ikonowicz        | 62         | wyższe        | 7 271   | 0,82%   | KWW Sprawiedliwości Społecznej Piotra Ikonowicza    |
|            | Sławomir Wawrzyniec Antonik | 59         | wyższe        | 6 457   | 0,72%   | Bezpartyjni Samorządowcy                            |
|            | Paweł Jan Tanajno           | 42         | wyższe        | 3 745   | 0,42%   | KWW Odkorkujemy Warszawę, RIGCz, Tanajno, Hawajska+ |
|            | Jakub Łukasz Stefaniak      | 37         | wyższe        | 2 793   | 0,31%   | Polskie Stronnictwo Ludowe                          |
|            | Jan Zbigniew Potocki        | 63         | wyższe        | 2 117   | 0,24%   | KW II Rzeczpospolita Polska                         |
|            | Krystyna Anna Krzekotowska  | 76         | wyższe        | 1 604   | 0,18%   | KW Światowego Kongresu Polaków                      |
| Razem      | Razem                       | Razem      | Razem         | 891 378 | 100,00% |                                                     |
| Frekwencja | Frekwencja                  | Frekwencja | Frekwencja    | 66,34%  | 66,34%  |                                                     |